# Acrocercops rhombocosma
Acrocercops rhombocosma là một loài bướm đêm thuộc họ Gracillariidae. Loài này sinh sống ở Seychelles.